# Lekkoatletyka na Letnich Igrzyskach Olimpijskich 2024 – bieg na 110 m przez płotki mężczyzn
Bieg na 110 metrów przez płotki mężczyzn był jedną z konkurencji  lekkoatletycznych rozgrywanych podczas igrzysk olimpijskich w Paryżu. Wystartowało 40 zawodników. Areną zawodów był Stade de France.

## Terminarz
| Data            | Godzina |           |
| --------------- | ------- | --------- |
| 4 sierpnia 2024 | 11:50   | Runda 1   |
| 6 sierpnia 2024 | 10:50   | Repasaże  |
| 7 sierpnia 2021 | 19:05   | Półfinały |
| 8 sierpnia 2021 | 21:45   | Finał     |

## Rekordy
|                   | Zawodnik      | Wynik   | Miejsce         | Data             |
| ----------------- | ------------- | ------- | --------------- | ---------------- |
| Rekord świata     | Aries Merritt | 12,80 s | Belgia Bruksela | 7 września 2012  |
| Rekord olimpijski | Liu Xiang     | 12,91   | Grecja Ateny    | 27 sierpnia 2004 |

## Runda 1
Rozegrano 5 biegów eliminacyjnych. Do półfinału awansowało 3 pierwszych zawodników z każdego biegu oraz 3 z najlepszymi czasami.Pozostali miali możliwość brania udziału w repasażach (z wyjątkiem DQ, DNF, DNS). 

### Bieg 1
| Poz. | Tor | Zawodnik          | Reprezentacja | Czas  | Uwagi |
| ---- | --- | ----------------- | ------------- | ----- | ----- |
| 1    | 8   | Rachid Muratake   | Japonia       | 13.22 | Q     |
| 2    | 9   | Enrique Llopis    | Hiszpania     | 13.28 | Q     |
| 3    | 4   | Eduardo Rodrigues | Brazylia      | 13.37 | Q     |
| 4    | 6   | Manuel Mordi      | Niemcy        | 13.48 |       |
| 5    | 7   | Raphaël Mohamed   | Francja       | 13.61 |       |
| 6    | 3   | John Cabang       | Filipiny      | 13.66 |       |
| 7    | 5   | Jakub Szymański   | Polska        | 13.75 |       |
| 8    | 2   | Martín Sáenz      | Chile         | 13.83 |       |

### Bieg 2
| Poz. | Tor | Zawodnik             | Reprezentacja     | Czas  | Uwagi |
| ---- | --- | -------------------- | ----------------- | ----- | ----- |
| 1    | 9   | Louis Francois Mendy | Senegal           | 13.31 | Q,    |
| 2    | 7   | Orlando Bennett      | Jamajka           | 13.35 | Q     |
| 3    | 6   | Michael Obasuyi      | Belgia            | 13.41 | Q     |
| 4    | 5   | Asier Martínez       | Hiszpania         | 13.47 |       |
| 5    | 8   | Amine Bouanani       | Algieria          | 13.58 |       |
| 6    | 2   | Enzo Diessl          | Austria           | 13.63 |       |
| 7    | 4   | David Yefremov       | Kazachstan        | 13.88 |       |
| 8    | 3   | Freddie Crittenden   | Stany Zjednoczone | 18.27 |       |

### Bieg 3
| Poz. | Tor | Zawodnik         | Reprezentacja     | Czas         | Uwagi |
| ---- | --- | ---------------- | ----------------- | ------------ | ----- |
| 1    | 7   | Zhuoyi Xu        | Chiny             | 13.40        | Q     |
| 2    | 6   | Antoine Andrews  | Bahamy            | 13.43 (.421) | Q     |
| 3    | 3   | Daniel Roberts   | Stany Zjednoczone | 13.43 (.423) | Q     |
| 4    | 2   | Milan Trajkovic  | Cypr              | 13.43 (.425) | q     |
| 5    | 8   | Hansle Parchment | Jamajka           | 13.43 (.430) | q     |
| 6    | 4   | Rafael Pereira   | Brazylia          | 13.47        | SB    |
| 7    | 5   | Craig Thorne     | Kanada            | 13.60        |       |
| 8    | 9   | Krzysztof Kiljan | Polska            | 13.67        |       |

### Bieg 4
| Poz. | Tor | Zawodnik          | Reprezentacja   | Czas         | Uwagi |
| ---- | --- | ----------------- | --------------- | ------------ | ----- |
| 1    | 6   | Jason Joseph      | Szwajcaria      | 13.26        | Q     |
| 2    | 7   | Lorenzo Simonelli | Włochy          | 13.27 (.263) | Q     |
| 3    | 9   | Shunsuke Izumiya  | Japonia         | 13.27 (.270) | Q     |
| 4    | 5   | Tade Ojora        | Wielka Brytania | 13.35        | q,    |
| 5    | 8   | Wilhelm Belocian  | Francja         | 13.48        | SB    |
| 6    | 2   | Junxi Liu         | Chiny           | 13.54        |       |
| 7    | 3   | Ellie Bacari      | Belgia          | 13.66        |       |
| 8    | 4   | Damian Czykier    | Polska          | 13.99        |       |

### Bieg 5
| Poz. | Tor | Zawodnik          | Reprezentacja     | Czas  | Uwagi |
| ---- | --- | ----------------- | ----------------- | ----- | ----- |
| 1    | 6   | Grant Holloway    | Stany Zjednoczone | 13.01 | Q     |
| 2    | 8   | Rasheed Broadbell | Jamajka           | 13.42 | Q     |
| 3    | 9   | Sasha Zhoya       | Francja           | 13.43 | Q     |
| 4    | 5   | Shunya Takayama   | Japonia           | 13.46 |       |
| 5    | 2   | Tayleb Willis     | Australia         | 13.63 |       |
| 6    | 3   | Qin Weibo         | Chiny             | 13.64 |       |
| 7    | 4   | Elmo Lakka        | Finlandia         | 13.84 |       |
|      | 7   | Yaqoub Alyouha    | Kuwejt            | DNF   |       |

## Repasaże
Do półfinału awansowało 2 najlepszych z każdego biegu.

### Bieg 1
| Poz. | Tor | Zawodnik           | Reprezentacja     | Czas  | Uwagi |
| ---- | --- | ------------------ | ----------------- | ----- | ----- |
| 1    | 2   | Freddie Crittenden | Stany Zjednoczone | 13.42 | Q     |
| 2    | 5   | Asier Martínez     | Hiszpania         | 13.46 | Q     |
| 3    | 8   | Junxi Liu          | Chiny             | 13.52 |       |
| 4    | 7   | Enzo Diessl        | Austria           | 13.56 |       |
| 5    | 4   | Craig Thorne       | Kanada            | 13.62 |       |
| 6    | 6   | Krzysztof Kiljan   | Polska            | 13.73 |       |
| 7    | 3   | Elmo Lakka         | Finlandia         | 13.75 |       |

### Bieg 2
| Poz. | Tor | Zawodnik        | Reprezentacja | Czas         | Uwagi |
| ---- | --- | --------------- | ------------- | ------------ | ----- |
| 1    | 3   | Rafael Pereira  | Brazylia      | 13.54 (.536) | Q     |
| 2    | 7   | Raphaël Mohamed | Francja       | 13.54 (.538) | Q     |
| 3    | 6   | Amine Bouanani  | Algieria      | 13.54 (.539) |       |
| 4    | 5   | Manuel Mordi    | Niemcy        | 13.55        |       |
| 5    | 4   | Damian Czykier  | Polska        | 13.71        |       |
|      | 2   | David Yefremov  | Kazachstan    | DQ           |       |
|      | 8   | John Cabang     | Filipiny      | DNS          |       |

### Bieg 3
| Poz. | Tor | Zawodnik         | Reprezentacja | Czas         | Uwagi |
| ---- | --- | ---------------- | ------------- | ------------ | ----- |
| 1    | 3   | Weibo Qin        | Chiny         | 13.44        | Q     |
| 2    | 2   | Wilhelm Belocian | Francja       | 13.45 (.445) | Q,    |
| 3    | 7   | Shunya Takayama  | Japonia       | 13.45 (.450) |       |
| 4    | 5   | Jakub Szymański  | Polska        | 13.63        |       |
| 5    | 6   | Tayleb Willis    | Australia     | 13.67        |       |
| 6    | 8   | Martín Sáenz     | Chile         | 13.95        |       |
| 7    | 4   | Elie Bacari      | Belgia        | 14.13        |       |

## Półfinały
Do półfinału awansowało dwóch zawodników z każdego biegu oraz dwóch z najlepszymi czasami.

### Bieg 1
| Poz. | Tor | Zawodnik         | Reprezentacja     | Czas  | Uwagi |
| ---- | --- | ---------------- | ----------------- | ----- | ----- |
| 1    | 6   | Grant Holloway   | Stany Zjednoczone | 12.98 | Q     |
| 2    | 5   | Enrique Llopis   | Hiszpania         | 13.17 | Q     |
| 3    | 3   | Hansle Parchment | Jamajka           | 13.19 | q, =  |
| 4    | 4   | Rachid Muratake  | Japonia           | 13.26 | q     |
| 5    | 8   | Michael Obasuyi  | Belgia            | 13.36 |       |
| 6    | 2   | Qin Weibo        | Chiny             | 13.41 |       |
| 7    | 9   | Raphaël Mohamed  | Francja           | 13.41 |       |

### Bieg 2
| Poz. | Tor | Zawodnik             | Reprezentacja     | Czas         | Uwagi |
| ---- | --- | -------------------- | ----------------- | ------------ | ----- |
| 1    | 6   | Rasheed Broadbell    | Jamajka           | 13.21        | Q     |
| 2    | 2   | Freddie Crittenden   | Stany Zjednoczone | 13.23        | Q     |
| 3    | 4   | Louis François Mendy | Senegal           | 13.34 (.334) |       |
| 4    | 8   | Sasha Zhoya          | Francja           | 13.34 (.334) |       |
| 5    | 7   | Lorenzo Simonelli    | Włochy            | 13.40        |       |
| 6    | 5   | Jason Joseph         | Szwajcaria        | 13.44        |       |
| 7    | 3   | Tade Ojora           | Wielka Brytania   | 13.47        |       |
| 8    | 9   | Rafael Pereira       | Brazylia          | 13.87        |       |

### Bieg 3
| Poz. | Tor | Zawodnik         | Reprezentacja     | Czas         | Uwagi |
| ---- | --- | ---------------- | ----------------- | ------------ | ----- |
| 1    | 7   | Orlando Bennett  | Jamajka           | 13.09        | Q,    |
| 2    | 3   | Daniel Roberts   | Stany Zjednoczone | 13.10        | Q     |
| 3    | 5   | Shunsuke Izumiya | Japonia           | 13.32 (.316) |       |
| 3    | 3   | Milan Trajkovic  | Cypr              | 13.32 (.316) | SB    |
| 5    | 2   | Asier Martínez   | Hiszpania         | 13.35        |       |
| 6    | 6   | Eduardo de Deus  | Brazylia          | 13.43        |       |
| 7    | 4   | Xu Zhuoyi        | Chiny             | 13.48        |       |
| 8    | 9   | Wilhem Belocian  | Francja           | 13.52        |       |

## Finał
| Poz.   | TOR | Zawodnik           | Reprezentacja     | Czas         | Uwagi |
| ------ | --- | ------------------ | ----------------- | ------------ | ----- |
| złoto  | 6   | Grant Holloway     | Stany Zjednoczone | 12.99        |       |
| srebro | 4   | Daniel Roberts     | Stany Zjednoczone | 13.09 (.085) |       |
| brąz   | 5   | Rasheed Broadbell  | Jamajka           | 13.09 (.088) | SB    |
| 4      | 3   | Enrique Llopis     | Hiszpania         | 13.20        |       |
| 5      | 9   | Rachid Muratake    | Japonia           | 13.21        |       |
| 6      | 8   | Freddie Crittenden | Stany Zjednoczone | 13.32        |       |
| 7      | 7   | Orlando Bennett    | Jamajka           | 13.34        |       |
| 8      | 2   | Hansle Parchment   | Jamajka           | 13.39        |       |